# Franco Costa (Bischof)
Franco Costa (* 6. Juni 1904 in Genua, Königreich Italien; † 22. Januar 1977 ebenda) war ein italienischer Geistlicher.
Costa studierte anfangs Rechtswissenschaften und schloss es 1927 ab. Dann wechselte er das Studienfach und wurde am 30. Mai 1931 zum Priester geweiht.
Papst Johannes XXIII. ernannte ihn am 17. April 1963 zum Bischof von Crema. Am 2. Juni 1963 weihte Giuseppe Siri, Erzbischof von Genua, ihn zum Bischof. Mitkonsekratoren waren Francesco Marchesani, Bischof von Chiavari, und Emiliano Guano, Livorno. Am 18. Dezember 1963 nahm Papst Paul VI. seinen Rücktritt an und ernannte ihn um Titularerzbischof von Emmaüs und Generalassessor der Katholischen Aktion Italien. Ein Amt, das er bis 1972 innehatte.
Er nahm an der zweiten bis vierten Sitzungsperiode des Zweiten Vatikanischen Konzils als Konzilsvater teil.